# 黑手党
黑手黨（發音：[ˈmaːfja]）是一種很龐大的有組織犯罪集團，其主要活動是勒索保護費、對犯罪分子之間的爭執進行仲裁，以及組織和監管非法協議和交易。最早起源於19世紀中葉的意大利西西里島。隨著19世紀末薩丁尼亞王國統一意大利後導致西西里和南意大利的移民潮，黑手黨的勢力也延伸到美國東岸和澳洲。
在北美地區，黑手黨通常是泛指意大利人組成的犯罪組織，成員不只限於西西里島人。時至今日，“黑手黨”這個名詞不單單指這些意大利裔的犯罪份子。這些份子有時也被稱之為當地的黑手黨，但日常所指的黑手黨，仍然指這一班美國的西西里裔犯罪份子。另一方面，同樣是意大利人，但位於那不勒斯的犯罪組織並不叫黑手黨，而是另外有一個叫“克莫拉（Camorra）”的名稱。而位於卡拉布里亞、南美及至歐洲其它地區的意大利黑手黨則名為“光榮會（Ndrangheta）”。
2014年，由於一名三歲幼童冤死於黑手黨的交火，羅馬天主教會教宗方濟各在意大利宣佈，將所有黑手黨成員施以绝罚，逐出教會。

## 名稱
據說其成員作案後，往往在現場留下一個用蠟紙印出來的黑手印，向警方示威，這就是“黑手黨”中文名称的由來。
另說則是因為媒體的傳播，把一種當地有名的恐嚇取財「黑手」誇大化，借用当时西班牙警察以黑色手印标记反政府首脑的做法，编造出了「勒索信以黑色手印结尾」的传闻。「黑手」之名却由此不胫而走。自此之后，美国各大城市的意大利人社区出现的「黑手」类犯罪，其勒索信结尾都开始出现了黑色手印，或者子弹、骷髅、墓碑等具有「威胁生命」意味的标识。而有的勒索信，乾脆以 Mano Nera（意大利语「黑手」之意）或「Black Hand」结尾，以表威胁性，清末著名刊物《小说时报》於是將它翻譯為「黑手黨」。

## 詞源
關於黑手黨的英文「mafia」的來源，有許多不同的論點。
有人說「mafia」來自於西西里語中的形容詞「mafiusu」，可能是衍生自阿拉伯語中的「mahyas」或「marfud」，前者意指「具有侵略性的吹噓」，後者則為「不被接受的」之意。這個單字可粗略翻譯為「威嚇」，但也可譯作「冒失、大膽、虛張聲勢」。根據學者迭戈·甘贝塔的研究，「mafiusu」在十九世紀西西里男性的定義中，代表具有野心的、霸道的、自負但無所畏懼者、有事業心的，以及驕傲的定義。
一說「mafia」源自阿拉伯語中的「morfiyeh」一字，意指「團體」，中世紀的西西里島被阿拉伯人及諾曼人佔領，「mafia」被借用來指一班在西西里中年男子的鬆散組合，此種團伙，最早是組織起來，保衛家園，對抗外來的侵略者的團體，但後來演變成一班為了復仇而執行家法的犯罪組織。
一說「mafia」來自於當地的黑話「Me firar」，意為「我逃亡」，「firar」是阿拉伯語，意為「逃跑」。
也有語源研究者指出，「mafia」是由形容詞「mafioso」衍生而來，其使用可追溯至十八世紀，原意指「美麗、優秀、完美」。就像許多字詞一樣，這一個字眼最終演變為不同的意思。在當地，成為黑手黨的成員是一種光榮，會被稱為“mafioso”，意思就是“man of honour”（君子）。而根據西西里民俗學家朱塞佩·彼得雷的理論，將這個單字與祕密犯罪組織連結在一起是由於一齣1863年的舞台劇《I mafiusi di la Vicaria》，譯為《維卡里亞的美麗（人們）》，這齣戲是由朱塞佩·里佐托和加埃塔諾·莫斯卡所編寫，主題是關於義大利巴勒莫監獄的犯罪幫派。劇中完全沒有提到「Mafia」和「mafiusi」兩個字，可能是為了增添當地氣息才被用在標題中。

## 歷史
今日黑手黨與中世紀時的秘密會社與遊俠似乎是不大相關，反倒是與19世紀後期意大利統一有著密切的關係。他們主要聚集於當時仍為兩西西里王國統治的西西里島當地富家集中的「深綠海岸」，在以巴勒莫郊外那些田园牧歌般的柑橘林与柠檬林为基础的，现代化的资本主义出口企业之间。巴勒莫是这座有些世风日下的岛屿的核心（在意大利统治阶级看来），它的权力和资本都集中在此处，并且正是在这些橘林间，在这片土地上，黑手党发展了它的手段：有偿保护，谋杀，领地统治以及帮派合作。循序渐进地，黑手党开始宣称其作为地方政府施政工具的地位。「合作关系」与「有偿保护」在黑手党和土地所有者之间是普遍存在的。黑手党需要土地所有者，但是同样地，土地所有者也需要黑手党。地方政府也常常串通在这种关系之间。黑手党如同雇主支配佃農，支配着在这片土地上为其工作的人们，因此，他们的势力，连同那些源自柑橘园的国际贸易，便蒸蒸日上地成长起来了。
1922年意大利王國在墨索里尼領導下的法西斯黨上台後，巴勒莫的区长切萨雷·莫利開始利用种种特殊势力抵制西西里島黑手党的活动。1923年5月，意大利王國首相墨索里尼訪問西西里島，卻遭到黑手党的蔑視因而得罪了他，使墨索里尼下令莫利消滅所有西西里的黑手黨員。明顯地黑手黨不敵意大利法西斯政權，莫利動用了警察、卡賓槍騎兵和民兵組成的軍隊鎮壓他們，许多西西里黑手党人在压制之下锒铛入狱，另有不少不得不越洋渡海，远走他乡。1929年法西斯黨停止了迫害。很多逃脱了追捕的黑手党党徒流亡到美国。他们当中有后来最终统领黑手党美国支部的约瑟夫·博纳诺（Joseph Bonanno），暱称「乔香蕉」。在二戰1943年盟軍进攻意大利的过程中，美軍在西西里島戰役和義大利軍隊戰鬥時，美国利用当时的综合形势以及美国黑手党与西西里的联系。当时正在美国服刑的查理·盧西安諾以及黑手党的其他成员突然间变成了参加美国抗击法西斯战斗的可贵的爱国者。作为一个新美国公民，卢西阿诺接受了政府的道歉后，在1946年得以返回西西里，继续他的活动。
但是事实上，西西里黑手党中的最关键的几个党魁都是意大利法西斯黨轄下的民兵組織黑衫軍中的成员。在莫利的行动中受到牵连的只是一些低层的犯罪嫌疑人而已。主要是出于宣传的需要。然而也有其他人称这不过是美国政府宣传，为了在二次大战中拉近美国和黑手党的关系合作的另外一种说法。直到意大利王國在1943年9月第二次世界大戰中戰敗投降后，黑手党的势力才得以壮大，1946年後因爲反對意大利共產黨，對之後長期執政的天主教民主党有巨大影響力。
在1980年代至1990年代，一系列的黑手党党派间的“帮派大战”中，不少声名显赫的黑手党党徒被谋杀。而新生代黑手党成员中，许多人倾向于将工作的重点置于高智商犯罪，而对传统的敲诈勒索不屑一顾。作为对此进展的反应，意大利新闻界惯用“La Cosa Nuova（新事物）”指代经过如上整建的组织。
在意大利，黑手党暗杀警員、檢察官和法官可谓由来已久，目的是挫败司法與警察机关的旺盛精力。在最近几十年，据推测一个与黑手党有关系的最著名人物之一的萨尔瓦托雷·里纳命令谋杀了法官乔瓦尼·法尔科内和保罗·博尔塞利诺。证据显示，通过更健全的法律与缄默法则（Omertà）的崩解，强硬执法似乎最终对黑手党团体占据了优势。在与黑手党军事力量交锋的过程中，许多所谓的悔改者（接受宽大处理的脱离黑手党成员）为政府立下了汗马功劳，例如多瑪索·布西達。据说黑手党保留了强大的金融影响力。因此，新近的调查经常会研究可疑分子的经济活动。
意大利政界不少人物與黑手黨關係密切，黑手黨可以幫助他們贏取選票。前意大利总理朱利奥·安德莱奥蒂（天主教民主党主要成员及領導人），被控与黑手党结有联系，他最终被判无罪，因为审判涉及行为已超出追诉期限。

## 入幫儀式
各地的儀式不同，以西西里傳統的儀式而言，黑手黨新進嘍囉要入會之前，首先跪在首領之前，首領取一張聖人的聖像，通常是首領或新進嘍囉的主保聖人，或者聖母像。置於嘍囉一隻手之手心，首領取一把匕首（或任何小刀，甚至水果刀或瑞士刀），劃開嘍囉另一隻手的手指，讓血滴在聖像之上。然後要嘍囉雙手併攏，以掌心捧著聖像。首領問：「你願意在聖人面前以血發誓，永遠遵守幫規，不出賣家族嗎？」嘍囉答：「我發誓。」然後首領即點火燃燒那張掌心捧著的染血聖像，說；「聖人見証，你若背叛，就如同這張聖像，在陽世間被炮烙，或者在地獄裏受火刑」。將燒至手時，嘍囉將聖像放在地板上，低頭合掌向聖像禮拜。首領會走過來擁抱嘍囉，說：「聖人賜福予你，我的兄弟（我的孩子）」。
新聞報導指出，美國聯邦調查局（FBI）察知，大多數用於入黨儀式的聖像畫，都是在中國廣東省深圳市大芬村買的。每年這類「名畫複製品」交易的流水帳都超過300萬美元，讓FBI一度以為是洗錢交易。據悉，黑手黨通常較青睞「達文西的《巖間聖母》、拉斐爾《椅中聖母》，或者林布蘭的《脱離苦難》”這類聖像畫。美国造的高仿名画每幅要花费3,000到4,000美元，而中国造的价格不到一成，大量订货还能更优惠。于是黑手党委员会決議大買特買。

## 各地黑手黨

### 意大利的黑手黨
在意大利像黑手党一般的组织已经存在了几个世纪，它们区别于在不同的地区。直到20世纪50年代，意大利黑手党还主要集中在田园乡下，但自那以后便传播到了城市（例如巴勒莫）且随后变为集中了販毒、卖淫的更具国际性的组织。
意大利黑手党以家庭为单位，主要以西西里为代表。其實全國各地都有黑手黨家族或類似的組織，其中一个强大而神秘的家族狄伦家族，不是来自意大利。其他地区存有类似的组织，例如卡拉布里亚的光荣会（Ndrangheta），阿普利亚的圣冠联盟（Sacra Corona Unita），那不勒斯的克莫拉。

#### 西西里島的黑手黨

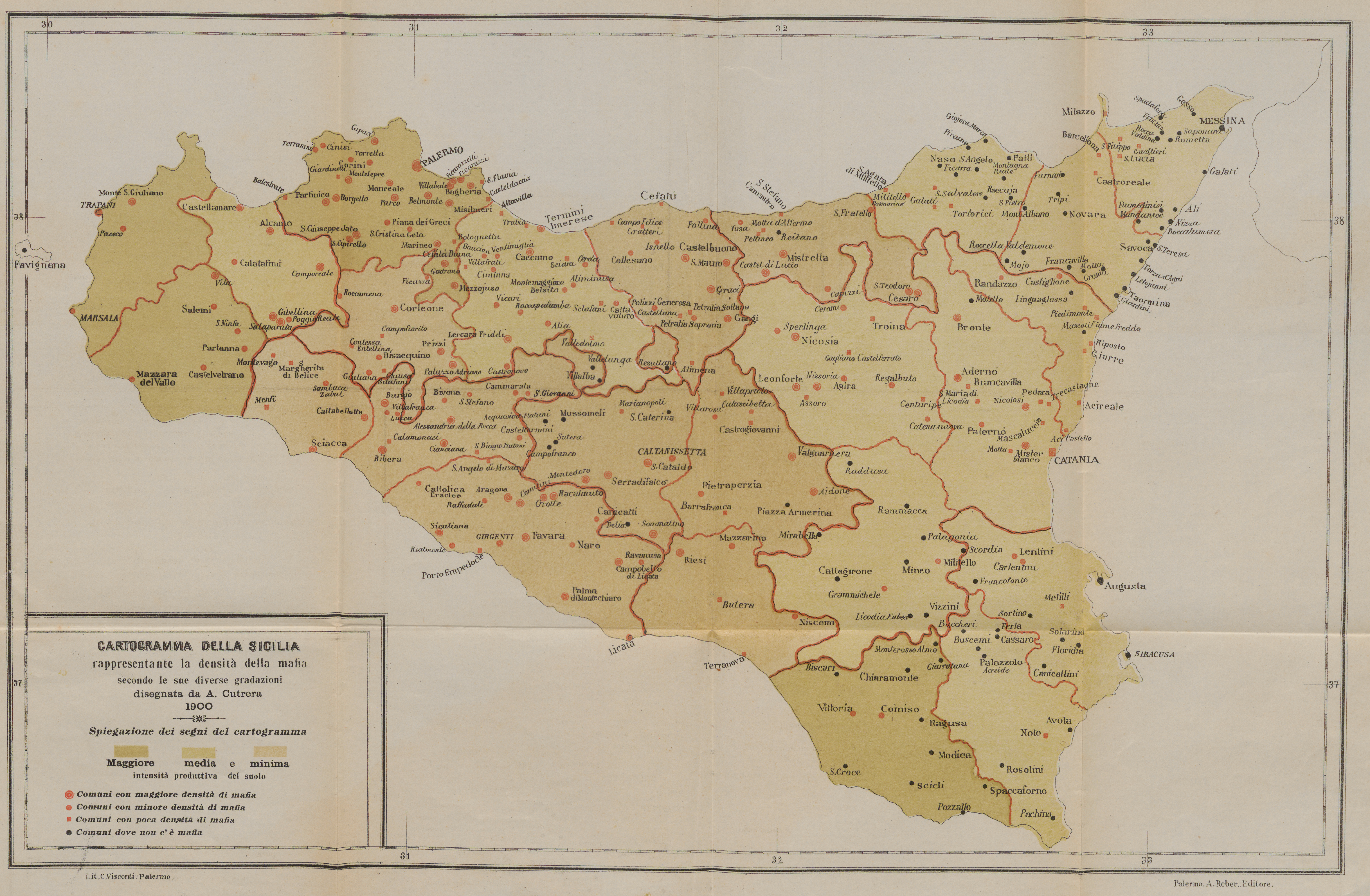
1900年西西里島有黑手黨活動的城鎮被標記成紅點，多集中在西部

- 维托·卡肖·费罗（英语：Vito Cascio Ferro）
- 萨尔瓦托雷·里纳
- 多瑪索·布西達
- 贝尔纳多·普罗文扎诺
- 卢恰诺·莱焦（英语：Luciano Leggio）
- 乔瓦尼·布鲁斯卡（英语：Giovanni Brusca）
- 光榮會（Ndrangheta）

### 美國黑手党
美國黑手黨的勢力最早源自西西里黑手黨，經由移民傳入美國，於經濟大蕭條時期興起，到20世紀中期達至最強盛，他們的行動，包括了暗杀、走私、托拉斯、妨礙司法公正。直至1970年代至1980年代聯邦調查局（FBI）的一連串調查瓦解了他們的勢力。雖然他們的勢力已大不如前，但他們仍然影響著美國的潮流文化。不少電影、電視劇，甚至廣告都與他們的形象或生活有關。

### 懷疑有黑手黨活動的國家和地區
下列的國家和地區被懷疑、或曾有記錄過有自己的黑手黨組織。通常黑手黨為求生計，都會與其他國家的黑手黨聯繫。這些外國的黑手黨通常都與義大利本土的黑手黨有聯絡。
- 阿爾巴尼亞
- 澳洲
- 巴西
- 玻利維亞
- 加拿大
- 中國大陸
- 台灣
- 香港
- 澳門
- 日本
- 韓國
- 新加坡
- 泰國
- 越南
- 哥倫比亞
- 多明尼加
- 法國
- 海地
- 愛爾蘭
- 以色列
- 牙買加
- 科威特
- 墨西哥
- 秘魯
- 波蘭
- 俄羅斯
- 塞爾維亞
- 西班牙
- 斯洛伐克
- 英國
- 波多黎各

- 薩爾瓦多
- 馬來西亞
- 緬甸臥虎山莊

### 俄羅斯黑手黨
在多達6200個黑手黨，最惡名昭彰的黑手黨—布拉茨巴，每個黨員都有著黑蜘蛛+十字架刺青，意味著「以死亡救贖犯罪之人」。通常會將行刑的過程全程錄影寄給被害人家属。

## 流行文化

### 黑幫博物館

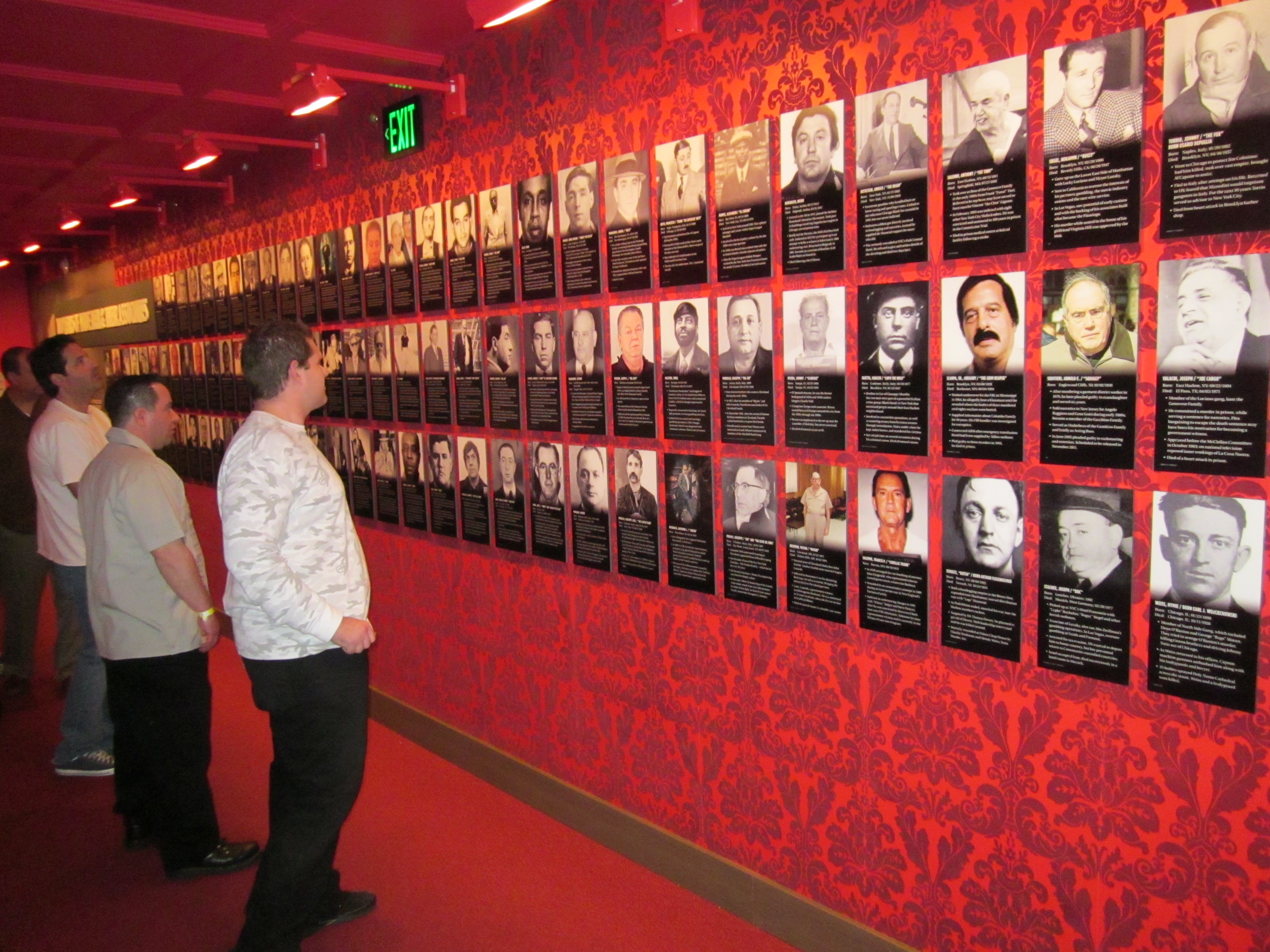
拉斯維加斯的黑幫博物館內部，牆上全是黑手黨人物的照片

美國黑幫博物館位於紐約市曼哈頓東村的聖馬可坊80號，於2010年開幕，博物館收藏了美國有組織犯罪的紀念性物品。而位於內華達州的拉斯維加斯則有一座黑幫博物館，主要展覽美國黑手黨的歷史，該博物館於2012年2月14日開館，原因是1929年同一天發生著名的情人節大屠殺。

### 媒体描述黑手党的作品

#### 電影
- 《狂野城市》（The City Gone Wild），1927年
- 《小凱撒》（Little Caesar），1931年
- 《碼頭風雲》（On the Waterfront），1954年
- 《教父》（The Godfather），1972年
  - 《教父續集》（The Godfather Part II），1974年
  - 《教父3》（The Godfather Part III），1990年
- 《窮街陋巷》（Mean Streets），1973年
- 《疤面煞星》（Scarface），1983年
- 《四海兄弟》（Once Upon a Time in America），1984 年
- 《棉花俱樂部》（The Cotton Club），1984 年
- 《盜亦有道》（Goodfellas），1990年
- 《紐約風雲》（Gangs of New York），2002年
- 《無間道風雲》（The Departed），2006年
- 《犯罪帝國》（American Gangster），2007年
- 《青龙复仇》（Revenge of the Green Dragons），2014年
- 《極黑勢力》（Black Mass），2015年
- 《夜行人生》（Live by Night），2017年

#### 電視劇
- 《黑道家族》（The Sopranos），1999年–2007年
- 《酒私風雲》（Boardwalk Empire），2010年–2014年
- 《NOIR》，日本TV動畫
- 《91Days》，日本TV動畫
- 《JoJo的奇妙冒險》 第五部黃金之風，日本TV動畫
- 《家庭教師HITMAN REBORN!》，日本TV動畫
- 《黑道律師文森佐》，韓國連續劇，2021年

#### 書籍
- 《教父》（The Godfather），1969年
- 《夜行人生》（Live by Night），2012年
- 《JoJo的奇妙冒險》 第五部黃金之風，日本漫畫
- 《Baccano!》，日本輕小說。
- 《家庭教師HITMAN REBORN!》，日本漫畫
- 《無頭騎士異聞錄 DuRaRaRa!!》，日本輕小說。
- 《文豪Stray Dogs》，日本漫畫

#### 遊戲
- 《ラッキードッグ1》日本單機遊戲
- 2002年推出《四海兄弟：失落天堂》，2010年推出《四海兄弟II》，2016年推出《四海兄弟III》，2020年推出《四海兄弟：決定版》
- 2004年《俠盜獵車手：聖安地列斯》，2001年《俠盜列車手III》，2005年《俠盜獵車手：自由城故事》當中，由沙瓦特·里昂（Salvatore Leone）所率領的義大利幫派，稱為「里昂家族」。
- 《Cytus II》中的土竜組織與「玖凰會」
- 《虔誠之花的晚鐘》（ピオフィオーレの晩鐘 –ricordo–），以1925年南義大利為時空背景，描述女主角與三大黑手黨家族的故事。

#### 歌曲
- 《마.피.아. In the morning》

(Mafia in the morning)
演出者:ITZY 
收錄專輯： GUESS WHO 
發行時間：2021年

## 外部連結
- "How the Mafia Works" （页面存档备份，存于）
- GangRule.com （页面存档备份，存于）
- The Tampa Mob: A story of the Trafficante crime family
- ClevelandMob.com （页面存档备份，存于）
- www.organized-crime.de （页面存档备份，存于） Has reviews of various books on the Sicilian, American and Russian Mafia
- 黑手黨博物館官方網站 （页面存档备份，存于）（英文）